# Cimetière militaire allemand de Berneuil
Le cimetière militaire allemand de Berneuil (en allemand : Deutsche Kriegsgräberstätte Berneuil) est une nécropole militaire et un lieu de mémoire relatif à la période de la Seconde Guerre mondiale. Il se situe sur le territoire de la commune de Berneuil, à une dizaine de kilomètres au sud de la ville de Saintes, dans le département de la Charente-Maritime.
Il fait écho à la nécropole nationale de Rétaud, située quelques kilomètres plus loin, qui regroupe les corps de combattants français et alliés.

## Historique
La décision de créer un cimetière militaire allemand sur le territoire de la commune de Berneuil fait suite à un accord signé entre les gouvernements français et allemands en 1954. La nécropole est inaugurée en présence de nombreux représentants officiels des deux pays et de près de 600 familles allemandes le 24 juin 1967.
Aménagé en bordure de la route nationale 137, importante voie de communication entre les villes de Saintes et de Pons, le cimetière est établi sur une éminence dominant la plaine alluviale de la Charente et les vignobles de Cognac.
Conçu comme un cimetière de regroupement, il abrite les dépouilles de 8 342 soldats (en 2014) de la Wehrmacht tombés dans les départements du sud-ouest de la France (Charente-Maritime, Charente, Gironde, Dordogne, Cantal, Corrèze, Creuse, Gers, Haute-Vienne, Landes, Lot, Pyrénées-Atlantiques, Hautes-Pyrénées, Tarn-et-Garonne et Lot-et-Garonne).

## Présentation

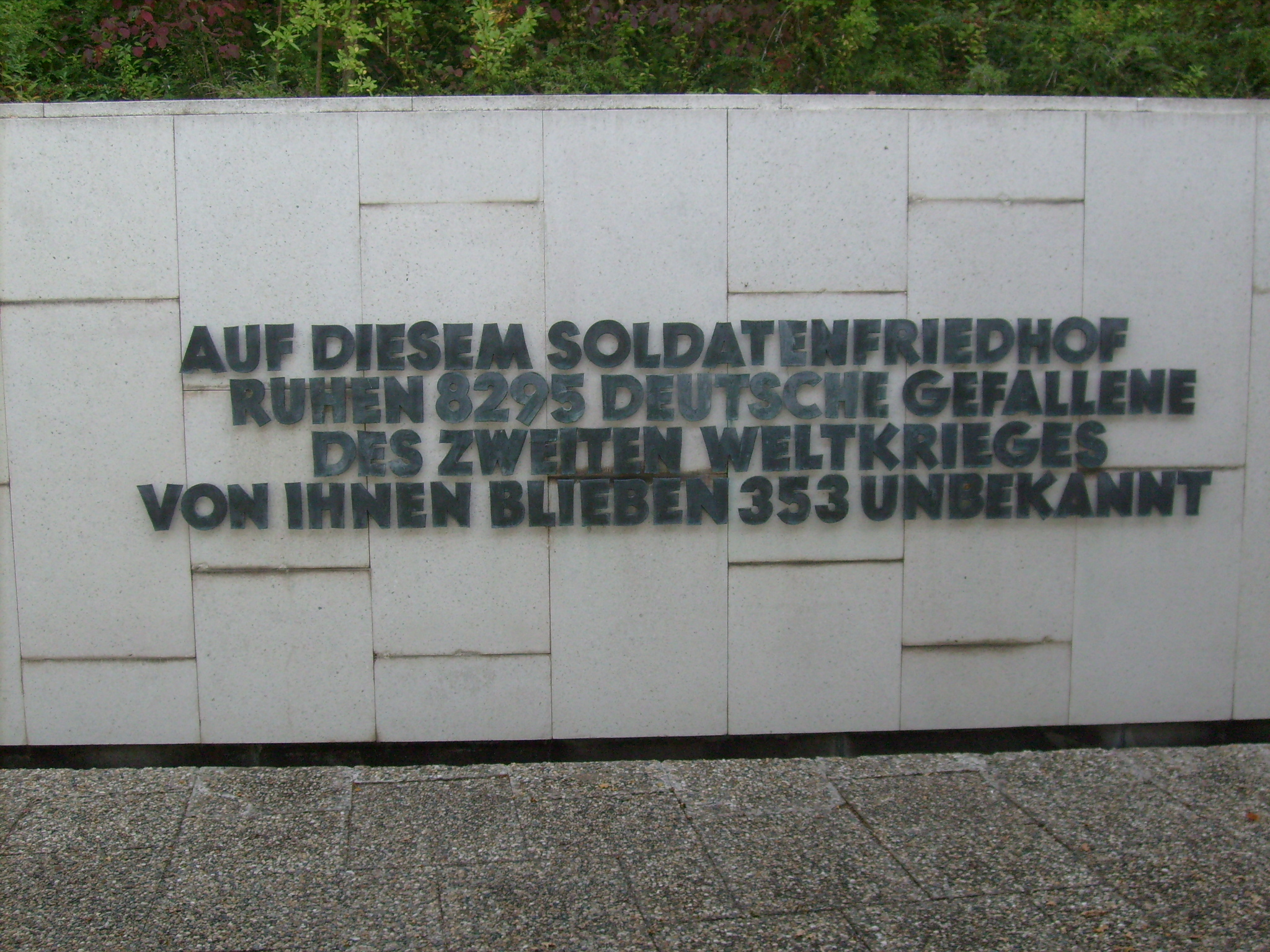
Plaque portant l'inscription : Dans ce cimetière militaire reposent 8295 soldats tombés durant la Seconde Guerre mondiale ; 353 n'ont pas été identifiés.

La gestion du cimetière est du ressort du Service d’entretien des sépultures militaires allemandes (Volksbund Deutsche Kriegsgräberfürsorge), dont la devise est : « Réconciliation par-dessus les tombes - Travail pour la Paix ».
Depuis le parking, un sentier bordé d'arbres conduit à un hall couvert où est placée une maquette représentant le cimetière ainsi qu'un registre que les visiteurs peuvent signer. Une plaque de bronze placée sur le mur indique : « Dans ce cimetière militaire reposent 8 295 soldats tombés durant la Seconde Guerre mondiale ; 353 n'ont pas été identifiés. »
Le sentier se poursuit sur quelques mètres jusqu'à une vaste esplanade centrale dominée par une croix en béton de 11 mètres de haut, près de laquelle flottent les drapeaux de la France, de l'Allemagne ainsi que la bannière du Volksbund Deutsche Kriegsgräberfürsorge. Au pied du tertre portant la croix monumentale est aménagée une tombe commune abritant les restes de huit soldats allemands identifiés et de trois soldats « demeurés inconnus ».
Huit parcelles s'articulent autour de l'esplanade centrale. Couvertes d'une pelouse bordée d'arbres, elles abritent la majorité des sépultures. Celles-ci sont matérialisées par des dalles de pierre grise qui s'alignent en rangées droites. Leur entretien est assuré de manière régulière par des camps de jeunesse issus des deux pays, qui trouvent ainsi manière à méditer sur le passé pour mieux construire l'avenir.

## Les soldats morts à la guerre

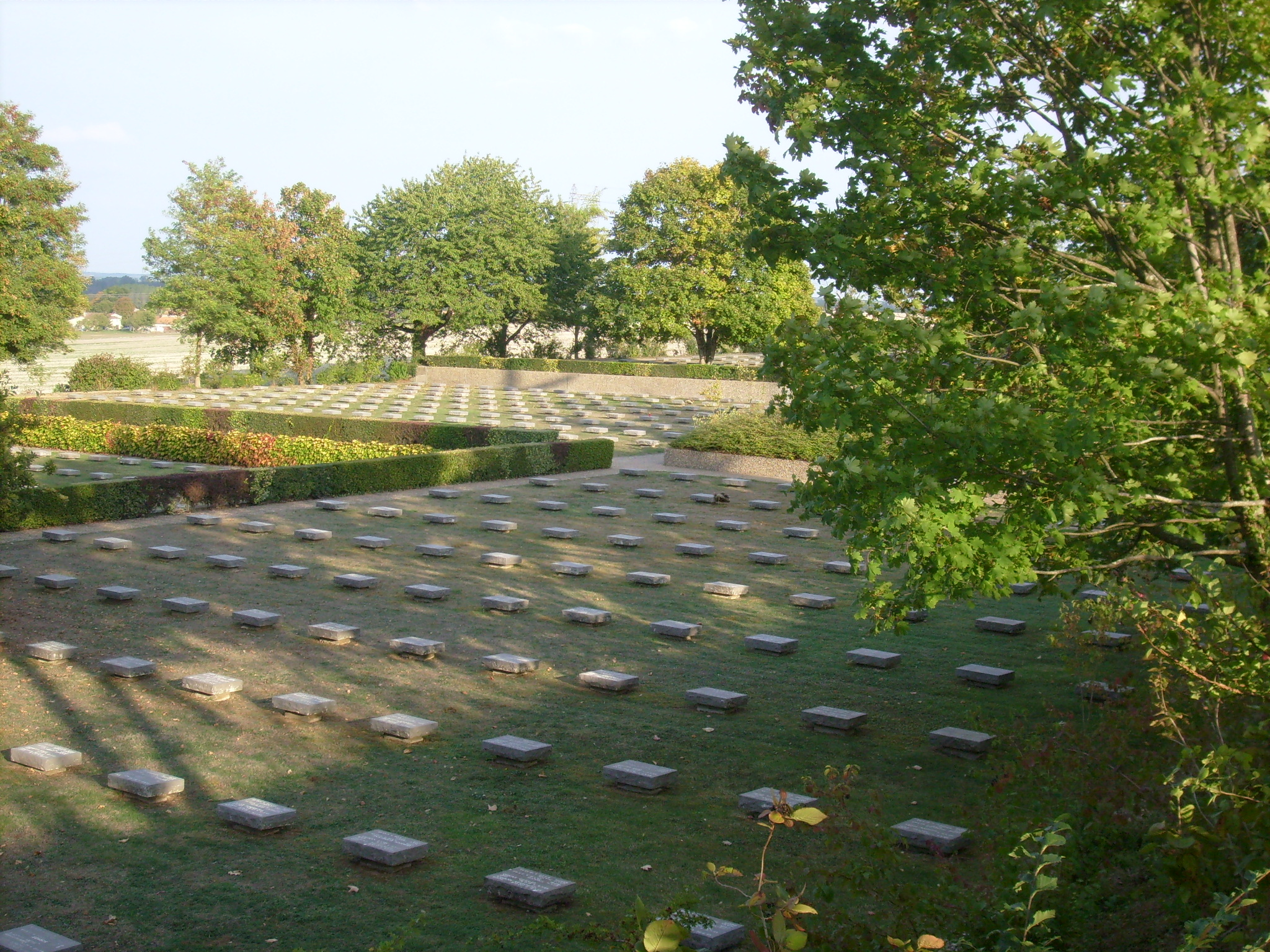
Alignements de tombes de soldats allemands au cimetière de Berneuil

Exhumés quelques années après la fin des hostilités (à partir de 1962), les corps ont été rassemblés en ce lieu au fur et à mesure de leur découverte. La plupart des soldats ont pu être identifiés, mais 353 demeurent anonymes. Comme dans la plupart des cimetières allemands, les soldats ont été inhumés sans considération pour leur grade, et il n'est pas rare que des officiers côtoient dans la mort des compagnons d'armes de rang inférieur.
Si l'immense majorité des soldats tombés l'ont été au cours des combats lors de la libération de la France (lesquels se sont poursuivis tardivement en Charente-Maritime, avec la présence de la poche de Royan et de la pointe de Grave et de la poche de La Rochelle), le cimetière abrite également les dépouilles de soldats tués par les maquisards et celles de quelques centaines de prisonniers de guerre morts en détention au camp de prisonniers de Saint-Médard-en-Jalles des suites d'une violente épidémie de typhus,.
Par ailleurs, les tombes de quatre aviateurs de la légion Condor morts dans l'écrasement accidentel de leur appareil en janvier 1939 sur le territoire français rappelle l'engagement des Allemands dans la guerre civile espagnole aux côtés des nationalistes de Franco dès 1936. Enfin, le carré 7 du cimetière abrite les tombes de deux commandants de la poche de Royan, le colonel Sonntag et le capitaine de frégate von Berger.

## L'amitié entre les peuples français et allemand
Tous les dix ans il y a une fête commémorative en l'honneur des victimes du conflit, qu'elles soient allemandes ou françaises. La dernière commémoration eut lieu le 23 juin 2007 et fut placée sous le signe de l'amitié franco-allemande et européenne. Les participants du côté de la France étaient le maire et les officiels de la région, les représentants des vétérans, du militaire français et de la brigade franco-allemande ainsi que les élèves de Berneuil, Saintes et Chaniers.
La nécropole nationale de Rétaud, un cimetière militaire français aménagé quelques kilomètres plus loin, dans la commune de Rétaud, vient rappeler le souvenir de plusieurs centaines de soldats morts dans les combats pour la libération des poches de Royan et d'Oléron au printemps 1945.
Des soldats de réserve allemands de Potsdam et des soldats de l'armée de l'air française ont fait des travaux communs au cimetière militaire français de Saintes en 2011. L'année prochaine ils veulent faire des travaux similaires au cimetière militaire allemand de Berneuil. Des jeunes de plusieurs pays restaurent les tombes pendant leurs vacances.